# Vaejovis ocotensis
Espèce
Vaejovis ocotensis est une espèce de scorpions de la famille des Vaejovidae.

## Distribution
Cette espèce est endémique du Chiapas au Mexique. Elle se rencontre vers Ocozocoautla de Espinosa.

## Description
La femelle holotype mesure 37,48 mm.

## Étymologie
Son nom d'espèce, composé de ocot[e] et du suffixe latin -ensis, « qui vit dans, qui habite », lui a été donné en référence au lieu de sa découverte, El Ocote.

## Publication originale
- Zárate-Gálvez & Francke, 2009 : « A new Vaejovis (Scorpiones: Vaejovidae) from Chipas, Mexico. » Zootaxa, no 2313, p. 61-68.